# Cirripectes alboapicalis
Cirripectes alboapicalis är en fiskart som först beskrevs av Ogilby, 1899.  Cirripectes alboapicalis ingår i släktet Cirripectes och familjen Blenniidae. Inga underarter finns listade i Catalogue of Life.